# Gmina Czerwonak
Gmina Czerwonak là một gmina nông thôn (khu hành chính) ở quận Poznań, Voivodeship Greater Ba Lan, ở phía tây trung tâm Ba Lan. Khu vực hành chính của nó là làng Czerwonak, nằm khoảng 9 kilômét (6 mi) về phía đông bắc của thủ phủ Poznań.
Gmina có diện tích 82,24 kilômét vuông (31,8 dặm vuông Anh) và tính đến năm 2006, tổng dân số của nó là 23.692 người. Nó bao gồm Koziegłowy, đây là ngôi làng đông dân thứ hai của Ba Lan với 10.755 cư dân (2006). Bản thân Czerwonak có dân số 5.432 người. Gmina cũng có phần phía tây nam của khu vực rừng được bảo vệ Công viên cảnh quan Puszcza Zielonka, bao gồm ngọn đồi Dziewicza Góra, là điểm cao nhất của Công viên và có một tháp quan sát (mở cửa theo mùa cho công chúng).

## Làng
Gmina Czerwonak bao gồm các làng và các khu định cư như Annowo, Bolechówko, Bolechowo, Czerwonak, Dębogóra, Kicin, Klíny, Kozieglowy, Ludwikowo, Miękowo, Mielno, Owińska, Potasze, Promnice, Szlachęcin và Trzaskowo.

## Gmina lân cận
Gmina Czerwonak giáp với thành phố Poznań về phía tây nam, và với các gmina  như Swarzędz (phía nam), Pobiedziska (phía nam và phía đông) Murowana Goślina (phía bắc và phía đông), và Suchy Las (phía tây).